# 7306 Panizon
7306 Panizon è un asteroide della fascia principale. Scoperto il 6 marzo del 1994, presenta un'orbita caratterizzata da un semiasse maggiore pari a 2,6403362 UA e da un'eccentricità di 0,3237192, inclinata di 28,85716° rispetto all'eclittica.
Fa parte della famiglia di asteroidi Barcelona.
È stato scoperto dall'Osservatorio astronomico Santa Lucia Stroncone ed è stato dedicato al pediatra italiano Franco Panizon.